# مايك ماكورميك
مايك ماكورميك (بالإنجليزية: Mike McCormick)‏ هو لاعب كرة قاعدة أمريكي، ولد في 6 مايو 1917 في أنجلس كامب في الولايات المتحدة، وتوفي في 13 أبريل 1976 في لوس أنجلوس في الولايات المتحدة.

## وصلات خارجية
- مايك ماكورميك على موقع دوري كرة القاعدة الرئيسي (الإنجليزية)
- مايك ماكورميك على موقعبيزبول رفرنس.كوم (الدوري الرئيسي) (الإنجليزية)
- مايك ماكورميك على موقعبيزبول رفرنس.كوم (الدوري الثانوي) (الإنجليزية)